# Pierre Boivin
Ne doit pas être confondu avec Pierre Bonvin.
Pour les articles homonymes, voir Boivin.
Pierre Boivin, né le 28 octobre 1953 à Ville Saint-Laurent (Québec), est un homme d'affaires québécois et l'ancien président des Canadiens de Montréal de la Ligue nationale de hockey du 2 septembre 1999, succédant à Ronald Corey. Il cède son poste de président au propriétaire des Canadiens de Montréal, Geoff Molson, le 30 juin 2011. Il est chancelier de l'Université McGill depuis 2024,.
Il est marié à Lucie Nadeau et est le père de trois enfants: Patrick, Catherine et Richard Boivin.

## Prix
- 2009:  Officier de l'Ordre du Canada[3]
- 2017:  Chevalier de l'Ordre national du Québec[4]
- 2024:  Compagnon de l'Ordre du Canada[3],[5]

## Biographie
- Biographie sur le site http://canadiens.nhl.com